# Berningshausen
Berningshausen ist eine Dorfwüstung bei Lohne, einem Stadtteil von Fritzlar im nordhessischen Schwalm-Eder-Kreis.

## Geographie
Der Ort befand sich auf etwa 240 m Höhe 2 km nördlich von Lohne und 1 km südlich von Riede beiderseits der heutigen Gemarkungsgrenze zwischen Lohne und Riede im Talgrund des 3,6 km langen Sombachs, der zwischen dem Steinkopf im Norden und dem Hinterberg (420,4 m) im Süden entspringt, dann nach Osten bis nach Kirchberg verläuft und dort in die Ems mündet. Noch heute erinnert der dortige Flurname Berningshausen an das verschwundene Dorf.
Wenig östlich vorbei verläuft heute die Bundesstraße 450 von Fritzlar nach Wolfhagen.

## Geschichte
Der Ort „Berningeshusen“ wird urkundlich erstmals im Jahre 1261 erwähnt, als der Mainzer Erzbischof Werner den Zehnten zu Berningeshusen und zu Riede, bis zu diesem Zeitpunkt von dem Ritter Gerlach von Grifte als kurmainzisches Lehen gehalten, dem Augustinerinnenkloster Fritzlar schenkte. Dass die Stelle jedoch bereits früher besiedelt war, geht auch daraus hervor, dass 1876 auf dem Gebiet des untergegangenen Dorfs Brakteaten aus dem 11. und 12. Jahrhundert gefunden wurden.
Die Fritzlarer Augustinerinnen erwarben im Laufe der folgenden 100 Jahre durch Schenkungen, Tausch oder Kauf schrittweise das gesamte Dorf – d. h. alle dortigen Güter beider Zweige des sich im 13. Jahrhundert in zwei Stämme teilenden, 1385 erloschenen, ortsansässigen Niederadelsgeschlechts derer von Berningshausen, sowie auch allen nicht denen von Berningshausen gehörigen Besitz, darunter den der Herren von Elben und verschiedener Bürger aus Fritzlar und Niedenstein – mitsamt dessen Feldmark und Wald und wurde somit spätestens 1359 alleiniger und freier Eigentümer des gesamten Dorfs, seiner Gemarkung und des dazugehörigen Walds:
- 1269 verkaufte die Familie von Herberge ihre Güter zu Berningshausen an das Kloster.[2]
- 1270 verkaufte Dietrich von Gran[5] mit Einwilligung seiner Ehefrau und Erben seine Güter zu Berningshausen für sieben Mark schwerer Pfennige an Henrich/Henricus von Berningshausen,[6] und noch im gleichen Jahr verkauften dieser und sein Bruder Conrad diese zwei Hufen ebenfalls an das Marienhospital (Spital sancta marie bussen der muren), also das Augustinerinnenkloster Fritzlar.[7]
- Ebenfalls im Jahre 1270 schenkten Hartmann von Berningshausen und seine Söhne ihre Güter im Dorf den Fritzlarer Augustinerinnen.[2]
- 1273 verkauften die von Berningshausen zwei Hufen im Dorf an das Hospital der Augustinerinnen.[2]
- 1276 verzichtete Hermann Ypan auf Ansprüche an einem Hof zu Berningshausen.[2]
- 1291 verkaufte die Familie Aden zwei Hufen zu Berningshausen an das Hospital Fritzlar.[2]
- 1297 übertrugen Dilmann/Tilemannus gen. von Waldeck und die Brüder Ludwig und Conrad von Berningshausen und ihrer aller Mutter Berta ihren gesamten Besitz zu Berningshausen dem Katharinenkloster Fritzlar im Tausch gegen eine Hufe in Lohne und eine Hufe in Metze.[8]
- 1309 verkaufte Eberhard von Venne[9] dem Kloster sein Anrecht am Zehnten zu Berningshausen.[10][11]

Im Januar 1443 wurde das Dorf von dem fehdefreudigen Ritter Reinhard von Dalwigk und dessen Kumpan Friedrich IV. von Hertingshausen niedergebrannt; Ursache war wohl ein Streit mit Erzbischof Dietrich von Mainz und mit Ludwig von Wildungen, der das Dorf seit 1441 von den Fritzlarer Augustinerinnen zu Lehen innehatte. Allerdings bestritten die beiden ihre Schuld. Das Dorf blieb danach wüst, und die Felder wurden nun von Lohne und Riede aus bewirtschaftet, wohin die Dorfbewohner gezogen waren.
Bei der Auflösung im Jahre 1530 des Fritzlarer Augustinerinnenklosters nach der Einführung der Reformation in der Landgrafschaft Hessen kam die Wüstung als Abfindung an die bisherige Klosteroberin, Mater Gertrud von Urff, die sie 1535, gemeinsam mit ihrer Schwester Anna, ihrem Schwager Werner von Moschenheim und dem Gudensberger Pfarrherrn Melchior Schwinde und mit Genehmigung des Landgrafen Philipp von Hessen für 740 Gulden an das Landeshospital Merxhausen verkaufte. 1557 war die Gemarkung an die Herren von Lohne verliehen, und die Feldmark wurde von Lohne aus bewirtschaftet, in der Folge zum Teil auch von Riede.
Aufgrund der kurhessischen Ablösungsgesetze von 1832 und 1843 verlor das Spital Merxhausen seine Rechte in Berningshausen mit Ausnahme von sieben Kasseler Acker Wiesen. Das Jungfernholz, das zu Berningshausen gehört hatte, kam 1835 durch Tausch von den auf dem Schloss Riede ansässigen Herren von Buttlar an das Hospital Merxhausen.
Noch bis 1885 bestand die eigene Gemarkung Berningshausen; erst dann wurde sie zwischen Lohne und Riede aufgeteilt. Da Riede 1818 zum Amt Naumburg und 1821 zum Kreis Wolfhagen gekommen war, verläuft die Grenze zwischen dem heutigen Schwalm-Eder-Kreis und dem Landkreis Kassel über das Gebiet der Wüstung Berningshausen.
Koordinaten: 51° 11′ 49″ N, 9° 15′ 34″ O